# القرندح
القرندح قرية صغيرة في ناحية حرف المسيترة التابعة لمنطقة القرداحة في محافظة اللاذقية. بلغ عدد سكانها 368 نسمة عام 2004.